# ترانگ دو، دیئن بیئن
ترانگ دو، دیئن بیئن (به لاتین: Trung Thu, Dien Bien) یک منطقهٔ مسکونی در ویتنام است که در استان دین‌بین واقع شده‌است.